# Felipe Sistiaga
Felipe Sistiaga Taberna (Pasajes, 13 de diciembre de 1943-San Sebastián, 17 de mayo de 2023) fue un futbolista español que se desempeñaba como centrocampista.

## Carrera deportiva
Felipe Sistiaga nació el 13 de diciembre de 1943 en Pasajes, España. Se inició en el deporte de pelota jugando fútbol playa en su ciudad natal. Luego se incorporó a clubes como el Deportes Elizondo, el Touring de Rentería, el Club Deportivo Pasajes y el Tolosa.
En 1963 se sumó al plantel del Burgos hasta 1968, para luego pasar al Real Oviedo.
En 1972 fue cedido a préstamo al Atlético Español de México, para posteriormente recalar en Real Racing Club ese mismo año.
En 1973 retornó al Burgos, para finalmente concluir su carrera deportiva en el Barakaldo,  en 1977.
Durante su vida deportiva, Sistiaga disputó 357 partidos, llegando a convertir 11 goles.

## Muerte
Felipe Sistiaga falleció el 18 de mayo de 2023 en Irún, a los 79 años.

## Clubes
| Club                          | País   | Año       | Partidos jugados |
| ----------------------------- | ------ | --------- | ---------------- |
| Burgos C. F.                  | España | 1963-1968 | 112              |
| Real Oviedo                   | España | 1968-1972 | 133              |
| Atlético Español              | México | 1972      | Sin datos        |
| Real Racing Club de Santander | España | 1972-1973 | 37               |
| Burgos C. F.                  | España | 1973-1975 | 66               |
| Barakaldo C. F.               | España | 1975-1977 | 9                |